# 꼰대
꼰대 또는 꼰데는 본래 아버지나 교사 등 나이 많은 사람을 가리켜 학생이나 청소년들이 쓰던 은어였으나, 근래에는 자기의 구태의연한 사고 방식을 타인에게 강요하는 이른바 꼰대질을 하는 직장 상사나 나이 많은 사람을 가리키는 말로 변형된 속어이다.
이 말은 서울에서 걸인 등 도시 하층민이 나이 많은 남자를 가리키는 은어로 쓰기 시작했다. 1960년대부터 1980년대까지는 주로 남자 학생이나 청소년들이 또래 집단 내에서 아버지나 교사 등 남자 어른을 가리키는 은어로 썼으며, 이들의 사회 진출과 대중 매체를 통해 속어로 확산되었다. 다른 나라에서는 비슷한 뜻으로 영어인 부머(boomer)를 사용한다.

## 역사
- 1961년 2월 9일 동아일보에서는 꼰대를 '영감 걸인'을 가리키는 걸인 집단의 은어라고 썼다.[6]
- 1966년 3월 8일 동아일보에서 연재한 통속소설 〈서울은 만원이다〉에서는 꼰대가 '나이 많은 남자'를 가리키는 말로 쓰였다.[7]
- 1966년 12월 24일 경향신문에서는 꼰대가 당시 탈선 10대들이 '아버지'를 가리켜 또래 사이에서 쓰는 은어(자기들의 속어)라고 썼다.[2][3]
- 1970년 11월 13일 경향신문에서는 꼰대가 "KBS 연속극 〈수다스런 계절〉에서 선생님을 낮추는 말로 사용된 후 급격히 어린이 사회에 유행되고 있다"고 매스컴의 영향을 지적했다.[8]

## 꼰대질
꼰대질은 명사인 꼰대에 '행위'를 뜻하는 접사인 '-질'을 붙여, 자기의 경험을 일반화해서 나이가 어리거나 지위가 낮은 사람에게 낡은 사고 방식을 강요하거나 시대착오적 설교를 늘어놓는 것을 말한다.
| “ | 자신의 경험을 일반화해서 남에게 일방적으로 강요하는 것, 이런 걸 속된 말로 '꼰대질'이라고 한다. 그렇게 보면 꼰대는 꼭 나이가 많아야 하는 건 아니다. 정치성향과 이념성향이 특정한 쪽에만 꼰대가 있는 것도 아니다. 그렇지 않아도 하루 하루 버텨내기 어려운 20대들에게 선배가 되어줄 자신이 없으면 꼰대질은 하지 않는 게, 현재 20대가 겪는 불안감 가득한 세상을 만든 선배 세대가 갖춰야 할 최소한의 '예의'가 아닐까 싶다. | ” |
|   | — 선배와 꼰대 |   |